# Athanasia Moraitou
Athanasia Moraitou (griechisch Αθανασία Μωραΐτου, * 2. April 1997 in Waiblingen) ist eine deutsch-griechische Fußballspielerin.

## Karriere

### Vereine
Moraitou begann im Alter von fünf Jahren in ihrem Geburtsort, beim ansässigen FSV Waiblingen mit dem Fußballspielen. Sie durchlief die Jugendmannschaften von der G- bis zur C-Jugend, bevor sie im Sommer 2011 in die B-Jugend des VfL Sindelfingen wechselte. Am 20. Juni 2013, nach dem Rückzug des SC 07 Bad Neuenahr, rückte sie in den Bundesligakader der Sindelfinger auf.
Am 20. Oktober 2013 (6. Spieltag) gab sie bei der 0:2-Niederlage im Heimspiel gegen den BV Cloppenburg ihr Pflichtspieldebüt; zu diesem Verein wechselte sie Anfang Juli 2017. Nach Abschluss der Hinrunde am 16. Dezember 2018 kehrte sie zum VfL Sindelfingen zurück, für den sie in der Rückrunde vom 31. März bis zum 19. Mai 2019 in zehn Punktspielen in der drittklassigen Regionalliga Süd eingesetzt wurde und zwei Tore erzielte. In den Spielzeiten 2019 und 2020 bestritt für die Jaguars, dem Sport-Team der University of South Alabama, 24 Spiele in der Sun Belt Conference, in der ihr zwei Tore gelangen.
Nach Deutschland zurückgekehrt fand sie im SV Meppen ihren neuen Verein, dem sie ab der Rückrunde der Saison 2020/21 bis zum Saisonende 2022/23 angehörte, 26 Punktspiele in der Bundesliga und 24 Punktspiele in der 2. Bundesliga sowie insgesamt fünf Spiele im DFB-Pokalwettbewerb bestritt.
Danach wurde sie zur Saison 2023/24 vom 1. FC Union Berlin verpflichtet, für den sie in der drittklassigen Regionalliga Nordost bereits zum Saisonauftakt am 20. August 2023 beim 6:1-Sieg im Auswärtsspiel gegen Hertha BSC, die vor Saisonbeginn alle Mädchen- und Frauenmannschaften von Hertha 03 Zehlendorf übernommen hatte, sogleich ein Tor erzielte.

### Nationalmannschaft
Moraitou debütierte als Nationalspielerin in der U16-Nationalmannschaft des DFB und bestritt am 11. und 13. September 2012 zwei Länderspiele gegen die U16-Nationalmannschaft Norwegens. Bei den 3:1- und 6:1-Siegen wurde sie jeweils für Leonie Stenzel eingewechselt; im zweiten Spiel gelang ihr mit dem Treffer zum 6:0 in der 59. Minute ihr erstes Länderspieltor.
Ihr erstes Länderspiel für Griechenland bestritt sie in der U17-Nationalmannschaft am 5. August 2013 im Gladsaxe Stadion im dänischen Søborg beim 1:0-Sieg über die U17-Nationalmannschaft Wales’ in der ersten U17-EM-Qualifikationsrunde. Für die Nachwuchsnationalmannschaft dieser Altersklasse bestritt sie bis zum 13. Oktober 2013 weitere fünf Länderspiele. Ihr erstes Länderspieltor erzielte sie zur 1:0-Führung per Strafstoß bei der 1:2-Niederlage gegen die U17-Nationalmannschaft Österreichs am 8. Oktober 2013 in Dornbirn in der zweiten EM-Qualifikationsrunde.
Für die U19-Nationalmannschaft kam sie vom 13. September 2014 bis zum 10. April 2016 in neun Länderspielen zum Einsatz, in denen sie zwei Tore erzielte.
Ihr Debüt in der A-Nationalmannschaft gab sie am 14. Juni 2014 in Bergen bei der 0:6-Niederlage gegen die Nationalmannschaft Norwegens im achten Spiel der WM-Qualifikationsgruppe 5.

## Erfolge
- Meister 2. Bundesliga 2022 und Aufstieg in die Bundesliga
- Meister 2. Bundesliga 2025 und Aufstieg in die Bundesliga